# Огородная овсянка
Огородная овсянка (Emberiza cirlus) — певчая птица семейства овсянковых.

## Внешний вид
Размерами и внешним обликом напоминает обыкновенную овсянку. Длина тела 15—16,5 см, размах крыльев 22—22,5 см. Общая окраска оперения коричневая с тёмными пестринами. Низ тела светлее. У самца бока головы жёлтые, полоса через глаз и горло — чёрные, темя серое. Самка с трудом отличима от самки обыкновенной овсянки.

## Распространение
Обитает в западной и южной Европе, на островах Средиземного моря и в северной Африке. Изолированная популяция обитает в Англии в графстве Девон. Известен залёт этого вида в Россию в Тульскую область.

## Образ жизни

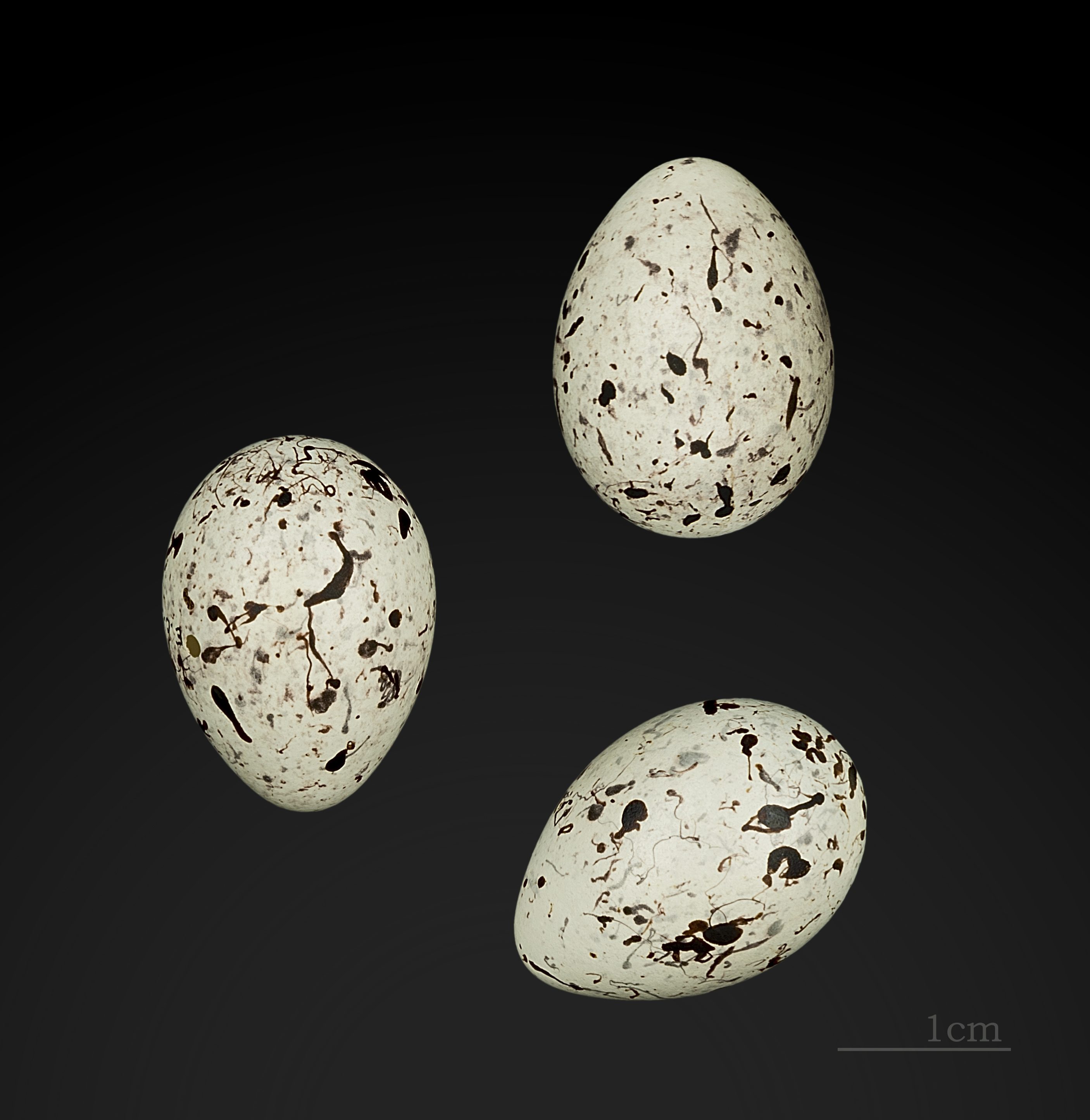
Яйца Emberiza cirlus

Оседлый и частично кочующий вид. Населяет открытые пространства с редкими зарослями кустарников и деревьев, тяготеет к сельскохозяйственным угодьям. Летом питается преимущественно насекомыми, зимой — семенами. Период размножения — с апреля по сентябрь. Гнездо строит на земле, в кладке 2 — 5 яиц, очень похожих на яйца обыкновенной овсянки. В год бывает до 3 выводков.

## Голос
Песня самца монотонная, напоминает песню пеночки-таловки. Крик, как и у большинства овсянок, — тонкое циканье.

## Численность
В целом вид обычный, местами встречается большими стаями, хотя в стаи собирается только зимой. В Англии огородная овсянка крайне редка. Несмотря на принимаемые меры охраны, численность не превышает 700 пар.